# 比森齐奥营
比森齐奥营（義大利語：Campi Bisenzio）是意大利托斯卡纳大区佛羅倫斯廣域市的市镇。面积为28.6平方公里，2016年人口数量为46,878人。